# Contre-la-montre féminin aux championnats du monde de cyclisme sur route 2012
Navigation
2011 2013
Le contre-la-montre féminin aux championnats du monde de cyclisme sur route 2012 a lieu le 18 septembre 2012 dans la  province de Limbourg aux Pays-Bas.

## Participation
L'épreuve est ouverte aux coureuses nées en 1993 et avant. Comme c'est le cas pour les autres épreuves contre la montre, chaque fédération nationale peut engager deux coureuses partantes. La championne du monde, la championne olympique et les championnes continentales sortantes du contre-la-montre peuvent être engagées en supplément de ce quota. En application de cette règle, l'Allemagne aligne trois coureurs, dont la championne du monde sortante Judith Arndt.

## Prix
5 367 euros sont distribués à l'occasion de cette épreuve : 3 067 euros au premier, 1 533 au deuxième et 767 au troisième.

## Parcours
Le parcours est long de 24,1 kilomètres. Le départ est situé à Eijsden et l'arrivée à Fauquemont. Le parcours comprend deux côtes : le Gronsvelderberg (2 100 mètres à 3,5 %) et le Cauberg (1 200 mètres à 4,1 %).

## Classement
|                                    | Coureur                | Pays                       |    | Temps          |
| ---------------------------------- | ---------------------- | -------------------------- | -- | -------------- |
| Médaille d'or, Coupe du Monde      | Judith Arndt           | Allemagne                  | en | 32 min 26 s 46 |
| Médaille d'argent, Coupe du Monde  | Evelyn Stevens         | États-Unis                 | +  | 33 s 77        |
| Médaille de bronze, Coupe du Monde | Linda Villumsen        | Nouvelle-Zélande           |    | 40 s 57        |
| 4                                  | Emma Pooley            | Royaume-Uni                |    | 49 s 33        |
| 5                                  | Eleonora van Dijk      | Pays-Bas                   |    | 54 s 01        |
| 6                                  | Ina-Yoko Teutenberg    | Allemagne                  |    | 1 min 33 s 74  |
| 7                                  | Amber Neben            | États-Unis                 |    | 1 min 43 s 42  |
| 8                                  | Trixi Worrack          | Allemagne                  |    | 1 min 44 s 56  |
| 9                                  | Martina Sáblíková      | Tchéquie                   |    | 1 min 59 s 44  |
| 10                                 | Shara Gillow           | Australie                  |    | 1 min 59 s 75  |
| 11                                 | Anna van der Breggen   | Pays-Bas                   |    | 2 min 8 s 05   |
| 12                                 | Emma Johansson         | Suède                      |    | 2 min 13 s 39  |
| 13                                 | Tatiana Antoshina      | Russie                     |    | 2 min 16 s 07  |
| 14                                 | Wendy Houvenaghel      | Royaume-Uni                |    | 2 min 17 s 51  |
| 15                                 | Elisa Longo Borghini   | Italie                     |    | 2 min 20 s 52  |
| 16                                 | Carmen Small           | États-Unis                 |    | 2 min 29 s 07  |
| 17                                 | Natalia Boyarskaya     | Russie                     |    | 2 min 31 s 84  |
| 18                                 | Audrey Cordon          | France                     |    | 2 min 47 s 20  |
| 19                                 | Edwige Pitel           | France                     |    | 2 min 51 s 65  |
| 20                                 | Patricia Schwager      | Suisse                     |    | 2 min 52 s 57  |
| 21                                 | Joëlle Numainville     | Canada                     |    | 2 min 54 s 72  |
| 22                                 | Rhae-Christie Shaw     | Canada                     |    | 3 min 3 s 04   |
| 23                                 | Martina Ritter         | Autriche                   |    | 3 min 4 s 78   |
| 24                                 | Tjaša Rutar (en)       | Slovénie                   |    | 3 min 15 s 50  |
| 25                                 | Cecilie Johnsen        | Norvège                    |    | 3 min 19 s 76  |
| 26                                 | Clemilda Fernandes     | Brésil                     |    | 3 min 19 s 78  |
| 27                                 | Eugenia Bujak          | Pologne                    |    | 3 min 20 s 92  |
| 28                                 | Rossella Ratto         | Italie                     |    | 3 min 29 s 24  |
| 29                                 | Sari Saarelainen       | Finlande                   |    | 3 min 29 s 62  |
| 30                                 | Serika Gulumá          | Colombie                   |    | 3 min 39 s 10  |
| 31                                 | Anna Sanchis           | Espagne                    |    | 3 min 39 s 24  |
| 32                                 | Olena Pavlukhina       | Ukraine                    |    | 3 min 45 s 10  |
| 33                                 | Olivia Dillon          | Irlande                    |    | 3 min 46 s 87  |
| 34                                 | Kataržina Sosna        | Lituanie                   |    | 3 min 54 s 13  |
| 35                                 | Anna Nahirna           | Ukraine                    |    | 3 min 55 s 76  |
| 36                                 | Jarmila Machačová      | Tchéquie                   |    | 4 min 8 s 18   |
| 37                                 | Martyna Klekot         | Pologne                    |    | 4 min 18 s 81  |
| 38                                 | Verónica Leal Balderas | Mexique                    |    | 4 min 26 s 21  |
| 39                                 | Aleksandra Sošenko     | Lituanie                   |    | 4 min 33 s 76  |
| 40                                 | Kathryn Bertine        | Saint-Christophe-et-Niévès |    | 4 min 34 s 95  |
| 41                                 | Mia Radotić            | Croatie                    |    | 5 min 6 s 63   |
| 42                                 | Semra Yetis            | Turquie                    |    | 8 min 10 s 33  |